# 李尚洙
李尚洙（イ・サンス、朝鮮語: 이상수、英語: Lee Sangsu、1990年8月13日- ）は、韓国の卓球選手。Tリーグの岡山リベッツに所属している。最高世界ランキング男子シングルス6位。

## 経歴
2013年の世界選手権パリ大会では、混合ダブルスで朴英淑と共に準優勝している。
2017年の世界選手権デュッセルドルフ大会では、3回戦で、2011年、2013年の世界選手権シングルス金メダリストの張継科を4-1で破った後、準々決勝で香港の黄鎮廷を4-1で破り準決勝へ進出。準決勝で樊振東に0-4で敗退したが、韓国勢としては2007年大会の柳承敏以来10年ぶりとなる男子シングルス銅メダルを獲得した。続く男子ダブルスでも、鄭栄植とのペアでベスト4に入り、銅メダルを獲得した。
2021年にドーハで開かれたアジア選手権では、男子シングルス決勝で台湾の荘智淵を3-2で破り、韓国勢としては史上初の男子シングルス優勝を果たした。